# Agentes in rebus
Agentes in rebus (греч. ἀγγελιαφόροι или μαγιστριανοί) — римская тайная полиция и курьерская служба.
Точная дата создания этого учреждения неизвестна. Впервые аgentes in rebus упоминаются в 319 году. Время создания можно также датировать эпохой реформ Диоклетиана или самым концом III века. Agentes in rebus заменили основанную ещё при раннем принципате службу ставших совсем ненавистными населению фрументариев. Эта тайная полиция попала под юрисдикцию магистра оффиций, поэтому на греческом языке их называли magistrianoi. В результате реформ Диоклетиана служба фрументариев была упразднена. Центральному управлению империи по-прежнему были необходимы курьеры и аgentes in rebus выполняли эту роль. Первоначально они служба отправки курьеров, но в конечном счете принимали множество обязанностей — само название службы переводилось как «те, кто принимают активное участие в вопросах». Служба действовала и во времена Византийской империи вплоть до её упразднения в начале VIII века, когда полномочия магистра оффиций были переданы логофету дромов. Последнее упоминание об аgentes in rebus мы находим в хронике Феофана Исповедника, где magistrianos Павел участвовал в посольстве в 678 году к арабам.
Agentes in rebus были сформированы при дворцовых схолах, что позволяет считать эту службу военной. В самом деле, аgentes in rebus были разделены на пять рангов, названия которых были взяты из армии: всадники, циркиторы, биархи, центенарии, дукенарии. Каждый член службы мог перейти в другие отделы правительства. Кодекс Юстиниана также отмечает, что аgentes in rebus пользуются защитой от судебного преследования по гражданским и уголовным делам, если это решение не санкционировано магистром. Старшие аgentes in rebus регулярно назначались на должность принцепса оффиций преторианской префектуры, городских округов и диоцезов, осуществляя таким образом контроль над бюрократией этих областей и уменьшая её независимость.
Что же касается их функции, историк VI века Прокопий Кесарийский рассказывает в своей «Тайной истории»:
В прежние времена римские автократоры, заботясь о том, чтобы их извещали обо всем как можно быстрее и чтобы все передавалось без промедления, касается ли дело того, что учиняют враги в какой-то отдельной области, или восстаний в городах, или другой непредвиденной беды, или того, что повсюду в Римской державе совершается начальствующими лицами да и всеми прочими, а также, наконец, заботясь о том, чтобы те, кто пересылает им ежегодные подати, могли делать это безопасно, без промедления и риска, повсюду устроили скорое почтовое сообщение.
Как курьерской службе, в обязанности аgentes in rebus входил надзор за дорогами империи и постоялыми дворами, перенос писем, проверка наличия у путешественника специального ордера. Другие задачи включали контроль над провинциальной бюрократией и доставки в провинции указов из столицы. Находясь вне контроля наместников провинций, некоторые агенты были назначены тайной полицейскими по надзору за их действиями. Философ Либаний обвиняет агентов в вымогательстве у провинциалов. Но несмотря на это, обвинения были преувеличены. Количество агентов постепенно сокращалось, и их численность стала регулироваться императорами, не доверявших агентам: указы о численности агентов издавались при Феодосии II, Льве I. Императорскими указами также регулируются их продвижение по службе, которое должно проходить строго по старшинству за исключением двух офицеров, которых император мог продвинуть через звание выше по своему распоряжению.
Agentes in rebus использовались для контроля арестов высокопоставленных чиновников по мере необходимости, для сопровождения римлян, находившихся в изгнании (как, например, Иоанна Златоуста в 404 году) и даже для оказания помощи государству по регулировании дел церкви. Аммиан Марцеллин и Прокопий также отмечали их использование в качестве послов в нескольких случаях. Agentes in rebus исполняли роль таможенников, контролёров общественных работ и так далее.